# Éric Delétang
Éric Delétang, né le 5 février 1966 à Sidi Bel Abbès en Algérie, est un ancien footballeur professionnel français reconverti entraîneur. Il évoluait au poste de milieu de terrain.

## Palmarès
Avec l'AS Monaco :
- Champion de France en 1987-1988
- Vainqueur du Trophée des champions en 1985

Avec Le Havre AC :
- Champion de France de deuxième division en 1990-1991